# Sân bay quốc tế Campo Grande
Sân bay quốc tế Campo Grande (IATA: CGR, ICAO: SBCG) (Aeroporto Internacional de Campo Grande trong tiếng Bồ Đào Nha), cũng gọi là Aeroporto Antonio João, là một sân bay quốc tế nằm ở Campo Grande, Mato Grosso do Sul, Brasil. Sân bay này cũng được dùng cho mục đích quân sự, phần phục vụ quân sự được gọi là Căn cứ không quân Campo Grande. Sân bay này có đường cất hạ cánh dài 2.600 m rải nhựa đường. Sân bay này nằm ở độ cao 599 m trên mực nước biển. Sân bay Campo Grande được xây năm 1950 và hoàn thành năm 1953. Năm 2007, sân bay này phục vụ 755.730 lượt khách.
Sân bay chính thức mở cửa vào năm 1953 và nhà ga hành khách mở cửa vào năm 1964. Từ năm 1975, sân bay được điều hành bởi Infraero. Trong những năm 1980 nhà ga hành khách được mở rộng từ 1.500 đến 5.000 m² m² và 6082 vào năm 1998.